# To Be Continued
To Be Continued – zbiór 4 CD/4 kaset przybliżający muzykę Eltona Johna od czasów zespołu Bluesology do roku 1990. Cztery nowe piosenki ("Made For Me", "You Gotta Love Someone", "I Swear I Heard The Night Talkin'" i "Easier To Walk Away") zostały nagrane specjalnie do tego boxu. Brytyjska wersja z 1991 zawierała nową szatę graficzną, a zamiast utworów "You Gotta Love Someone" i "I Swear I Heard the Night Talkin'" ukazały się odpowiednio niezrealizowane wcześniej: "Suit of Wolves" i "Understanding Women". Drugi utwór ukazał się później na albumie "The One" w 1992 roku.

## Spis utworów
Kaseta 1/CD 1
1. "Come Back Baby" (Reg Dwight) – 2:45 (z Bluesology)
2. "Lady Samantha" – 3:03
3. "It's Me That You Need" – 4:04
4. "Your Song" (Demo) – 3:33
5. "Rock n' Roll Madonna" – 4:17
6. "Bad Side of the Moon" – 3:15
7. "Your Song" – 4:00
8. "Take Me to the Pilot" – 3:46
9. "Border Song" – 3:22
10. "Sixty Years On" (Extended intro) – 4:57
11. "Country Comfort" – 5:07
12. "Grey Seal" (original version)" – 3:36
13. "Friends" – 2:20
14. "Levon" – 5:22
15. "Tiny Dancer" – 6:15
16. "Madman Across the Water" – 5:58
17. "Honky Cat" – 5:14
18. "Mona Lisas and Mad Hatters" – 4:59

Kaseta 2/CD 2
1. "Rocket Man (I Think It’s Going to Be a Long, Long Time)" – 4:43
2. "Daniel" – 3:53
3. "Crocodile Rock" – 3:55
4. "Bennie and the Jets" – 5:20
5. "Goodbye Yellow Brick Road" – 3:15
6. "All the Girls Love Alice" – 5:10
7. "Funeral for a Friend/Love Lies Bleeding" – 11:08
8. "Whenever You're Ready (We'll Go Steady Again)" – 2:53
9. "Saturday Night's Alright for Fighting" – 4:55
10. "Jack Rabbit" – 1:51
11. "Harmony" – 2:46
12. "Screw You (Young Man's Blues)" – 4:43
13. "Step into Christmas" – 4:30
14. "The Bitch is Back" – 3:44
15. "Pinball Wizard" (Pete Townshend) – 5:15
16. "Someone Saved My Life Tonight" – 6:45

Kaseta 3/CD 3
1. "Philadelphia Freedom" – 5:39
2. "One Day (At a Time)" (John Lennon) – 3:48
3. "Lucy in the Sky with Diamonds" (John Lennon, Paul McCartney) – 6:16
4. "I Saw Her Standing There" [live] – 3:43 (Z Johnem Lennonem)
5. "Island Girl" – 3:44
6. "Sorry Seems to Be the Hardest Word" – 3:47
7. "Don't Go Breaking My Heart" – 4:31 (Z Kiki Dee)
8. "I Feel Like a Bullet (In the Gun of Robert Ford)" [live] – 3:35
9. "Ego" – 3:59
10. "Song for Guy" (Elton John) – 6:40
11. "Mama Can't Buy You Love" (Leroy Bell, Casey James) – 4:03
12. "Cartier" (Dinah Card, Carte Blanche) – 0:54
13. "Little Jeannie" (Elton John, Gary Osborne) – 5:12
14. "Donner Pour Donner" (Michel Berger, Bernie Taupin) – 4:26 (Duet z France Gall)
15. "Fanfare/Chloe" (Elton John, James Newton-Howard/Gary Osborne) – 6:20
16. "The Retreat" – 4:45
17. "Blue Eyes" (Elton John, Gary Osborne) – 3:26

Kaseta 4/CD 4
1. "Empty Garden (Hey Hey Johnny)" – 5:12
2. "I Guess That's Why They Call it the Blues" – 4:43
3. "I'm Still Standing" – 3:02
4. "Sad Songs (Say So Much)" – 4:10
5. "Act of War" – 4:44 (Duet z Millie Jackson)
6. "Nikita" – 5:44
7. "Candle in the Wind" [live] – 3:58
8. "Carla/Etude" [live] (Elton John) – 4:46
9. "Don't Let the Sun Go Down on Me" [live] – 5:39
10. "I Don't Wanna Go on with You Like That" [Shep Pettibone Remix] – 7:18
11. "Give Peace a Chance" (John Lennon) – 3:47
12. "Sacrifice" – 5:08
13. "Made for Me" – 4:22
14. "You Gotta Love Someone" – 4:59 (Tylko w USA)
15. "I Swear I Heard the Night Talkin" – 4:30 (Tylko w USA)
16. "Easier to Walk Away" – 4:22
17. "Suit of Wolves" – 5:46 (Tylko w Wielkiej Brytanii)
18. "Understanding Women" – 5:03 (Tylko w Wielkiej Brytanii)